# Paraclara magnifica
Paraclara magnifica är en tvåvingeart som beskrevs av Mario Bezzi 1908. Paraclara magnifica ingår i släktet Paraclara och familjen parasitflugor. Inga underarter finns listade i Catalogue of Life.